# Lozoya (Spagna)
Lozoya è un comune spagnolo di 438 abitanti situato nella comunità autonoma di Madrid.